# Diætisten
Diætisten er Foreningen af Kliniske Diætisters fagblad, der siden 1993 udkommer 6 gange årligt. Emneområdet er ifølge bladets hjemmeside "fagligt nyt inden for kost og ernæringsvejledning" og hver udgave beskæftiger sig med ét overordnet tema. Redaktøren er Anne W. Ravn, klinisk diætist og medforfatter til lærebogen Ernæring og sygepleje. Bladet er gratis for foreningens medlemmer, men ikke-medlemmer kan købe enkeltudgivelser eller tegne abonnement. 